# William Kirk (cầu thủ bóng đá)
William Henry Kirk (11 tháng 10 năm 1912-1991) là một cầu thủ bóng đá người Anh thi đấu ở Football League cho Mansfield Town.